# Alpheratz
Alpheratz (Alfa d'Andròmeda / α Andromedae) és l'estrella més brillant de la constel·lació d'Andròmeda, que es pot trobar al nord–est de Pegàs. També és coneguda com a Sirrah (o Sirah). Pel seu esclat Alpheratz és l'estrella α d'Andròmeda, però a causa de la seva posició és un dels vèrtexs de l'asterisme conegut amb nom del Quadrat del Pegàs. Aquesta estrella és designada també com delta Pegasi (δ Peg), encara que aquest nom és molt poc usat. S'hi troba a 96 anys llum de la Terra. Amb una magnitud de 2,2, Alpheratz és una binària blava-blanca amb dues estrelles amb una òrbita molt tancada, per la qual cosa només es poden distingir els dos components per una anàlisi espectroscòpica molt acurada.
La més gran de les dues estrelles d'Alpheratz és la més brillant coneguda d'un grup estrany d'estrelles anomenades estrelles de mercuri-manganès. Mostra una abundància anormalment elevada de mercuri, gal·li, manganès i europi en la seva atmosfera, i una concentració inusualment baixa dels altres elements. Es creu que aquestes anomalies són el resultat de la separació d'elements a causa del fet de l'estirada interior de la gravitació de l'estrella, i la pressió de la radiació, que actuen de manera diferent sobre els elements. Està classificada com una variable del tipus Alfa² Canum Venaticorum i el seu esclat varia des de la magnitud +2,02 al +2,06, amb un període de 23,19 hores.
Els noms Alpheratz i Sirrah sembla que deriven d'un nom original àrab: سرةالفرس şirrat al-faras, si bé Alpheratz es diu que significa el 'l'espatla del cavall', i sirrah 'el llombrígol del cavall'.

## Localització
La localització de l'estrella es pot veure a la següent representació de la constel·lació d'Andròmeda:

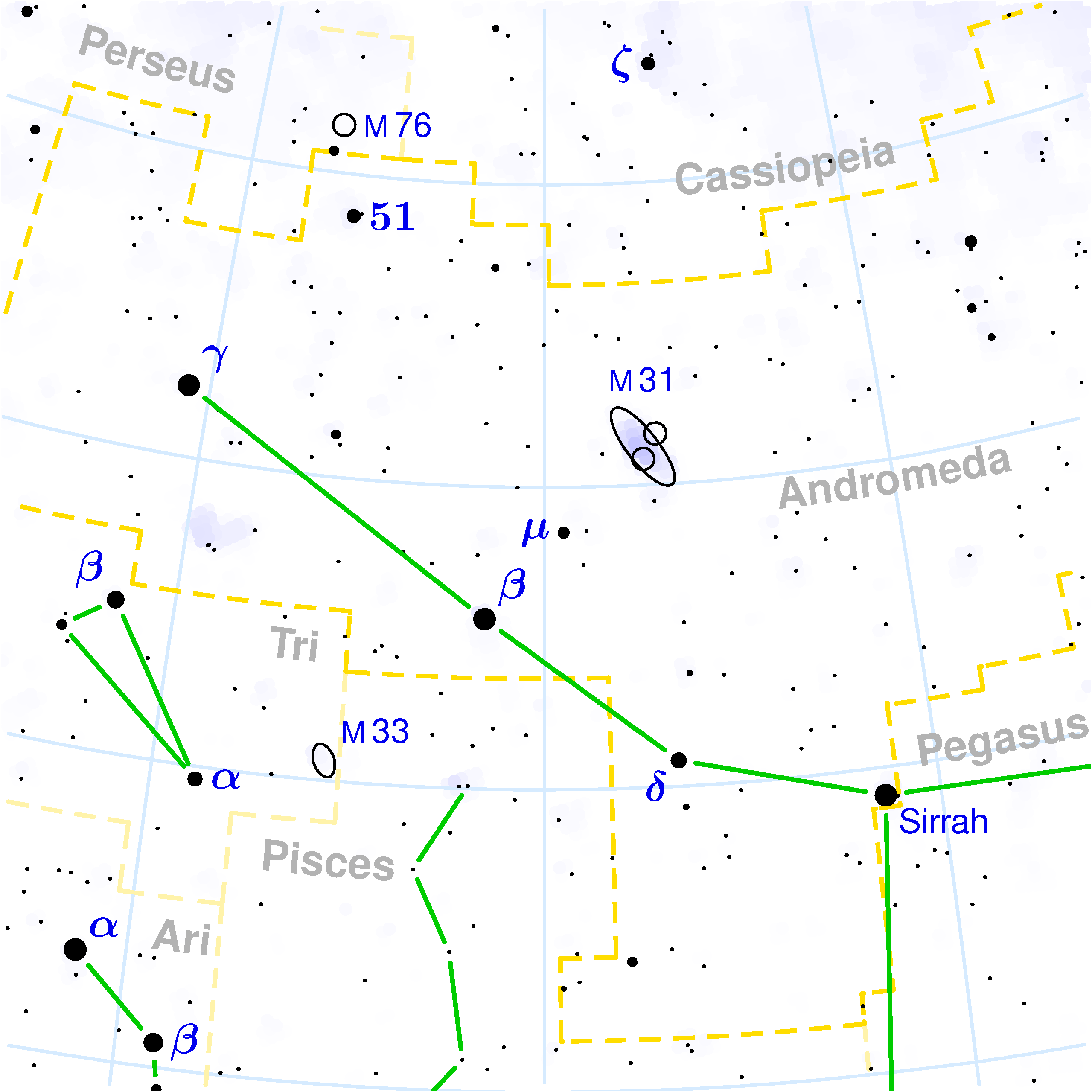
Constel·lació d'Andròmeda